# يوم الاستقلال (فلسطين)
يوم الاستقلال الفلسطيني هو ذكرى إعلان الاستقلال الفلسطيني وإعلان قيام دولة فلسطين بتاريخ 15 نوفمبر 1988 بالعاصمة الجزائرية الجزائر، حيث ألقى خطاب إعلان الدولة الرئيس الفلسطيني الراحل ياسر عرفات.
يتم إحياء ذكرى إعلان الدولة الفلسطينية أو يوم الاستقلال الفلسطيني يوم 15 نوفمبر من كل عام، حيث يحيي الفلسطينيون ذكرى إعلان الاستقلال عن إسرائيل، وهو يوم عطلة رسمية في فلسطين.
نتج عن إعلان الاستقلال الفلسطيني إقامة السلطة الوطنية الفلسطينية في قطاع غزة وأجزاء من الضفة الغربية، واعتراف عدد من الدول الأعضاء في الأمم المتحدة بدولة فلسطين.
دولة فلسطين اليوم يعترف بها أكثر من 135 دولة، كما تعترف الأمم المتحدة بدولة فلسطين ولكنها لا تملك عضوية كاملة فيها، أي أنها «دولة غير عضو» في الأمم المتحدة.